# Амонап
Амонап (Amonap, Apalakiri, Apalaquiri, Cuicutl, Guicurú, Kalapalo, Kuikúro-Kalapálo, Kuikuru, Kurkuro) — карибский язык, на котором говорят народы калапало, куйкуро и матипу, которые проживают в трёх деревнях около реки Кулуэне на территории национального парка Шингу штата Мату-Гросу в Бразилии. Народ матипу говорит на диалекте матипу и нахуква, народ куйкуро на диалекте куйкуро и народ калапало на диалекте калапало, но эти группы этнически отделены друг от друга. Язык амонап находится под угрозой исчезновения, потому что численность народа куйкуро составляет 510, а калапало — 500 человек.